# Crucible Theatre
Crucible Theatre (ofte blot omtalt som "The Crucible") er et teater bygget i 1971 i den engelske by Sheffield, South Yorkshire. Udover at lægge scene til diverse teaterforestillinger, er teateret også vært for den vigtigste årlige begivenhed inden for snooker-sporten, verdensmesterskaberne, som er blevet afholdt her hvert år siden 1977.

## Eksterne links
- Wikimedia Commons har flere filer relateret til Crucible Theatre
- Sheffield Theatres
- History of Sheffield's Theatres – Past and Present

53°22′52″N 1°28′00″V / 53.381012°N 1.466594°V
| Kunst og kultur | Spire Denne artikel om scenekunst og teater er en spire som bør udbygges. Du er velkommen til at hjælpe Wikipedia ved at udvide den. |